# Rıfat Ilgaz
Rıfat Ilgaz, född 1911, död 1993, var en turkisk författare, känd för sina socialrealistiska skildringar av livet i Turkiet på 1900-talet.
Trots att Ilgaz inte var någon militant politisk författare arresterades han flera gånger och fick sina böcker beslagtagna av myndigheterna under militärdiktaturen.
Flera av hans verk har filmatiserats.